# Cuatro estaciones (Marcel Barrena)
Cuatro estaciones es el título de una tv-movie escrita y dirigida por Marcel Barrena. Producida por Sagrera Audiovisual, Somnia Ars, Canal 9 y TV3.
Cuatro estaciones se convierte en mayo de 2010 en la primera tv-movie que se selecciona en la muestra CinemaSpagna de Italia, donde se exhiben en varias ciudades italianas algunos de los largometrajes y cortometrajes más interesantes de cada temporada y en la primera TV-Movie jamás seleccionada en el Festival de Comedia de Tarazona, donde logra un gran éxito de público.
Es también la única tv-movie que ha ganado los premios de la crítica, jurado y mejor director en el Festival de Alicante.
Seleccionada para participar en el Zoom 2010, festival europeo de tv-movies, donde solo se eligieron 10 películas entre todas las decenas presentadas desde toda Europa.
Seleccionada en la Mostra de Valencia 2010, donde solo se seleccionaron tres tv-movies.
Premio Gaudí de la Acadèmia del Cinema Català a la Mejor Película para Televisión.
La película es la ópera prima del joven director catalán que comenzó su rodaje el 7 de julio de 2009 en Barcelona y concluyó a final del mismo en Valencia.

## Ficha artística
David Verdaguer - "Mario"
 Leticia Dolera - "Mariona"

Raül Tortosa - "Ex"
 Jordi Vilches - "El Becario"

Antonio Valero - "El Jefe"

Iván Morales - "Albert"

Cristina Fernández - "Julie"
 Francesc Tormos - "Fernando

Brady Jaskarán - "Mahatma"

Olga Alamán - "Lina"

Rikar Gil - "Jordi"

Ana Morgade - "Madre Ignorada"

Sergio Caballero - "Administrador"

Amanda Madiba - "Divine"

Alejandro Lorente - "Policía"

## Premios y Festivales
Hace su premiere international en 2010 y "Cuatro estaciones" se convierte en la primera tv-movie en participar en la muestra cine español en Italia, el CinemaSpagna.
Premi Gaudí de la Academia del Cine Catalán a la Mejor Película para Televisión.
"Cuatro estaciones" se exhibió en el Festival de Cine de Alicante., donde se convirtió en la primera tv-movie ganadora de los premios de Mejor Película según la Crítica y Mejor Película y Director según el jurado oficial.
Seleccionada para participar en el Zoom 2010, festival europeo de tv-movies, donde solo se eligieron 10 películas entre todas las decenas presentadas desde toda Europa.
Seleccionada en la Mostra de Valencia 2010.
Seleccionada en el Festival de Cine de Comedia de Tarazona y Moncayo, donde se estrena el 16 de agosto con un gran éxito de público. Más de 350 espectadores aplauden la película y logra un sorprendente éxito de público y crítica por tratarse de una tv-movie.
Se estrena en TV3 el 8 de agosto de 2010.
En Canal 9 se ve el 22 de agosto de 2010.
En TV3 HD se emite más de 25 veces durante el mes de diciembre de 2010.

## Sinopsis
En Cuatro Estaciones, quien nos trae la cena es Mario (David Verdaguer), un universitario fracasado que vive con su abuelo; un cinéfilo enamoradizo que está en una crisis de identidad ante sus veinte largos años y un currículum que no invita al optimismo. Mario es un pizzero. Entre viaje y viaje para llevar su pizza a todo tipo de personajes, conoceremos la historia de Pizzicato y de sus entrañables inquilinos durante un año, durante cuatro estaciones en las que reiremos y nos emocionaremos con las pequeñas cosas de nuestro grupo de pizzeros; la cocinera francesa, el repartidor en bici hindú que guarda un par de ases en la manga, la prostituta de la esquina, los amasadores, Lina la tímida telefonista… pero sobre todo con Mario, nuestro protagonista, irremediablemente enamorado de Mariona (Leticia Dolera)– su Audrey Hepburn -, la mágica chica de los tics, tras llevarle la pizza que cambiará su vida. ¿Pueden Cuatro Estaciones (un trozo de pan con champiñones, tomate y queso –más 50 céntimos por ingrediente extra-) con algo así?